# Anna Dorthea Crondahl
Anna Dorthea Crondahl, född Panch cirka 1684, död 1761, var en dansk psalmförfattare. Den första samling med psalmer i hennes namn gavs ut 1742. En andra samling gavs ut 1746 och en tredje och sista samling gavs ut 1754.

## Biografi
Anna Dorthea Crondahl föddes cirka 1684. Hennes flicknamn var Panch, namnet Crondahl fick hon då hon gifte sig med Joachim Crondahl, som 1730 blev präst i Lynderslev och Frøslev på Själland och senare, omkring 1746, präst i Nyborg på Fyn.
Anna Dorthea Crondahl blev vid 45 års ålder sjuk och trots läkarbesök tillfrisknade hon inte. Hon kunde inte längre klara hushållsarbetet och fann sin tröst i läsningen av Bibeln och andaktslitteratur. 1742 gavs hennes första samling av psalmer ut och en andra samling gavs ut 1746. Psalmsamlingarna tillägnades prinsessan Charlotte Amalie av Danmark som tack för makens prästtjänst.
År 1750 dog Anna Dortheas make. Enligt Wibergs prästhistoria efterlämnade han en stor skuld och Anna Dorthea beskriver 1754 då hennes sista samling av psalmer kom ut sig själv som en fattig prästänka. Frederik Christian Schönau nämner 1753 Anna Dortea Crondahl i Samling af Danske Lærde Fruentimer och framhåller att hon skrev många dikter och psalmer. Anna Dorthea Crondahl har i en hyllning rörande hennes sista samling jämförts med Dorothe Engelbretsdatter och i en annan hyllning kallats för "Vor anden Dorothe".

## Fotnoter
1. 1 2  läs online, nordicwomensliterature.net .[källa från Wikidata]